# CenturyLink Field
CenturyLink Field je multifunkční stadion v Seattlu. Je domovem týmu NFL Seattle Seahawks a týmu MLS Seattle Sounders FC. Původně se jmenoval Seahawks Stadium, ale v roce 2004 zakoupila práva na název telekomunikační firma Qwest, která ho přejmenovala na Qwest Field. Své současné jméno dostal v červnu 2011 poté, co práva na název přešla na firmu CenturyLink. V komplexu se nachází také kino, garáže, apod. Konají se zde koncerty, výstavy a sportovní události. A protože se nachází v okruhu jedné míle od centra Seattlu, je stadion také dobře přístupným díky mnoha dálnicím a hromadné dopravě.
Stadion byl postaven mezi lety 2000 a 2002 poté, co voliči v celostátním referendu povolili stavbu v roce 1997. Dále byla vytvořena společnost Washington State Public Stadium Authority, která zaručuje, že stadion je veřejným majetkem. Majitel Seahawks Paul Allen založil firmu First & Goal Inc., která celý komplex provozuje. Allen byl hodně spojen s projektem stadionu a podílel se na jeho vzhledu. Také podpořil otevřenou střechu, která má zaručovat skvělou atmosféru. Stadion je tak velice moderním zázemím s výhledy na Seattle a okolí. Kapacita je 67 000 diváků.
Fanoušci Seahawks jsou velice hluční a to dává domácímu mužstvu výhodu. Také byl prvním v NFL s umělou trávou typu FieldTurf. Kromě Seahawks zde americký fotbal hrály i mnohé univerzitní, vysokoškolské a středoškolské týmy.
Stadion byl postaven také pro kopanou, jako první na něm hráli Seattle Sounders ligu USL. Při expanzi MLS v roce 2009 se přestěhovali právě do této ligy, pod stejným názvem. Ve stejném roce se zde také odehrál MLS Cup, finále nejvyšší americké fotbalové soutěže.